# 孔多爾森加山 (波馬坎查區)
11°38′37″S 75°41′37″W / 11.64361°S 75.69361°W
孔多爾森加山（Kuntur Sinqa），是秘魯的山峰，位於該國中部胡寧大區，由豪哈省的波馬坎查區負責管轄，屬於秘魯中部山脈的一部分，海拔高度4,000米。